# James Harper (éditeur)
Pour les articles homonymes, voir James Harper.
 (octobre 2023).
Si vous disposez d'ouvrages ou d'articles de référence ou si vous connaissez des sites web de qualité traitant du thème abordé ici, merci de compléter l'article en donnant les références utiles à sa vérifiabilité et en les liant à la section « Notes et références ».
James Harper (né le 13 avril 1795 et mort le 27 mars 1869) était un éditeur et un homme politique américain. En 1817, il créa avec ses frères la célèbre maison d'édition Harper & Brothers, ancêtre d'Harper & Row et d'Harper Collins.
Rendu célèbre en 1836 par la publication du brûlot anti-catholique et nativiste de Maria Monk, il fut maire de New York de 1844 à 1845 après avoir été élu sous les couleurs de l'American Republican Party.
James était l'aîné des quatre fils de Joseph Henry Harper (1750-1838), un fermier, charpentier, et commerçant, et d'Elizabeth Kollyer, d'origine néerlandaise.